# Ljoebov Paskalenko
Ljoebov Aleksejevna Paskalenko (Russisch: Любовь Алексеевна Паскаленко) (Kisjinev, 20 oktober 1990) is een Russisch professioneel basketbalspeelster van Moldavische afkomst die voor de nationale jeugdteams van Rusland speelde. Ze kreeg de onderscheiding Meester in de sport van Rusland, Internationale Klasse.

## Carrière
Paskalenko begon met basketbal in Chisinau. Toen ze verhuisde naar Sint-Petersburg ging ze spelen bij Spartak Sint-Petersburg in 2006. Met Spartak verloor ze in 2011 de finale om de Baltic League in van VIČI-Aistės Kaunas uit Litouwen met 72-85. In 2012 verliet Paskalenko Spartak om te gaan spelen voor Dinamo-GUVD Novosibirsk. In 2014 verhuisde ze naar Moskou om te gaan spelen voor Spartak Noginsk.

## Nationaal team
Paskalenko speelde voor verschilde jeugdteams van Rusland. Ze won goud met Rusland-20 op het Europeeskampioenschap in 2010 en won zilver met Rusland-18 op het Europeeskampioenschap in 2008.

## Erelijst
- Baltic League:
  - Runner-up: 2011